# Louis, Conte de Vermandois
Louis de Bourbon, Légitimé de France, Conte de Vermandois (n. 2 octombrie 1667, Saint-Germain-en-Laye⁠(d), Île-de-France, Franța – d. 18 noiembrie 1683, Flandra, Țările de Jos) a fost fiul cel mare al regelui Ludovic al XIV-lea al Franței și a metresei lui Louise de la Vallière.

## Biografie

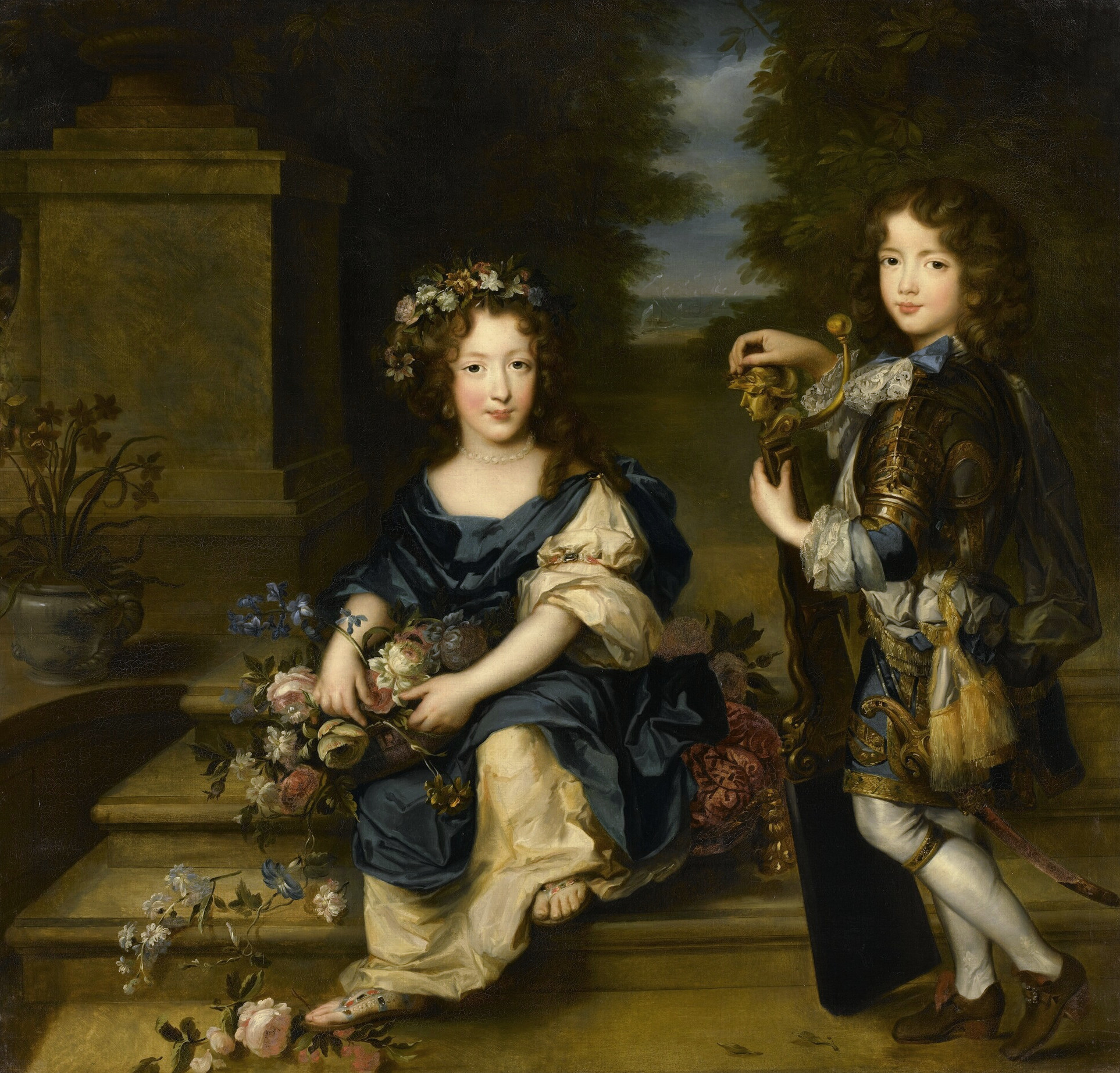
Contele de Vermandois în compania surorii sale Mademoiselle de Blois.

Louis de Bourbon s-a născut la Castelul Saint-Germain-en-Laye la 2 octombrie 1667. A fost numit după tatăl său. Ca și sora sa mai mare, Marie Anne de Bourbon, care era cunoscută la curte ca Mademoiselle de Blois, el a primit supranumele de Bourbon nu de France ca urmare a nelegimității lui.
Când era copil își numea mama Belle Maman datorită frumuseții ei. Louis a fost recunoscut în 1669, la vârsta de doi ani. A primit titlu de Conte de Vermandois și a fost amiral al Franței.
În 1674, mama sa a intrat la Carmelite și a luat numele de Sœur Louise de la Miséricorde. Ulterior, copiii și-au văzut mama foarte rar. După plecarea mamei lui, Louis a locuit la Palatul Regal din Paris cu unchiul său, Filip I, Duce de Orléans și soția acestuia Elizabeth Charlotte, Prințesă Palatină. La Palatul Regal, el a devenit foarte aproape de mătușa lui, în ciuda faptului că acesteia nu-i plăceau bastarzii cumnatului său. Afecțiunea dintre mătușă și nepot nu s-a diminuat niciodată.
În timp ce era la curtea libertinului său unchi, l-a întâlnit pe iubitul acestuia, Chevalier de Lorraine. S-a spus că tânărul conte a fost sedus de bătrânul cavaler și a început să practice le vice italien (apelativ contemporan pentru homosexualitate).
Ludovic al XIV-lea a decis să-și exileze fiul și pe Cavelerul de Lorena.
În iunie 1682, Louis a fost exilat în Normandia. Cu scopul de a calma lucrurile dintre tată și fiu, mătușa lui, Elizabeth Charlotte, Prințesă Palatină i-a sugerat regelui ca Louis să fie trimis ca soldat în Flandra, care era atunci sub ocupație franceză. Regele a fost de acord cu sugestia și fiul său a fost trimis la Asediul de Courtray. Acolo, Louis s-a îmbolnăvit.
În ciuda bolii sale, Louis își dorea cu disperare să recâștige dragostea tatălui său și a continuat să lupte ignorând sfatul medicului regal și a marchizului de Montchevreuil de a se întoarce la Lille pentru recuperare.
Louis a murit la 18 noiembrie 1683, la vârsta de 16 ani. A fost înmormântat în catedrala de la Arras. Sora sa iubitoare și mătușa sa au fost afectate de moartea sa. Tatăl său nu a vărsat o lacrimă. Mama sa, încă obsedată de păcatul comis prin aventura cu regele, a spus la auzul morții fiului ei:
„Ar trebui să plâng pentru nașterea lui mult mai mult decât pentru moartea lui.”